# Berliner Innenstadt

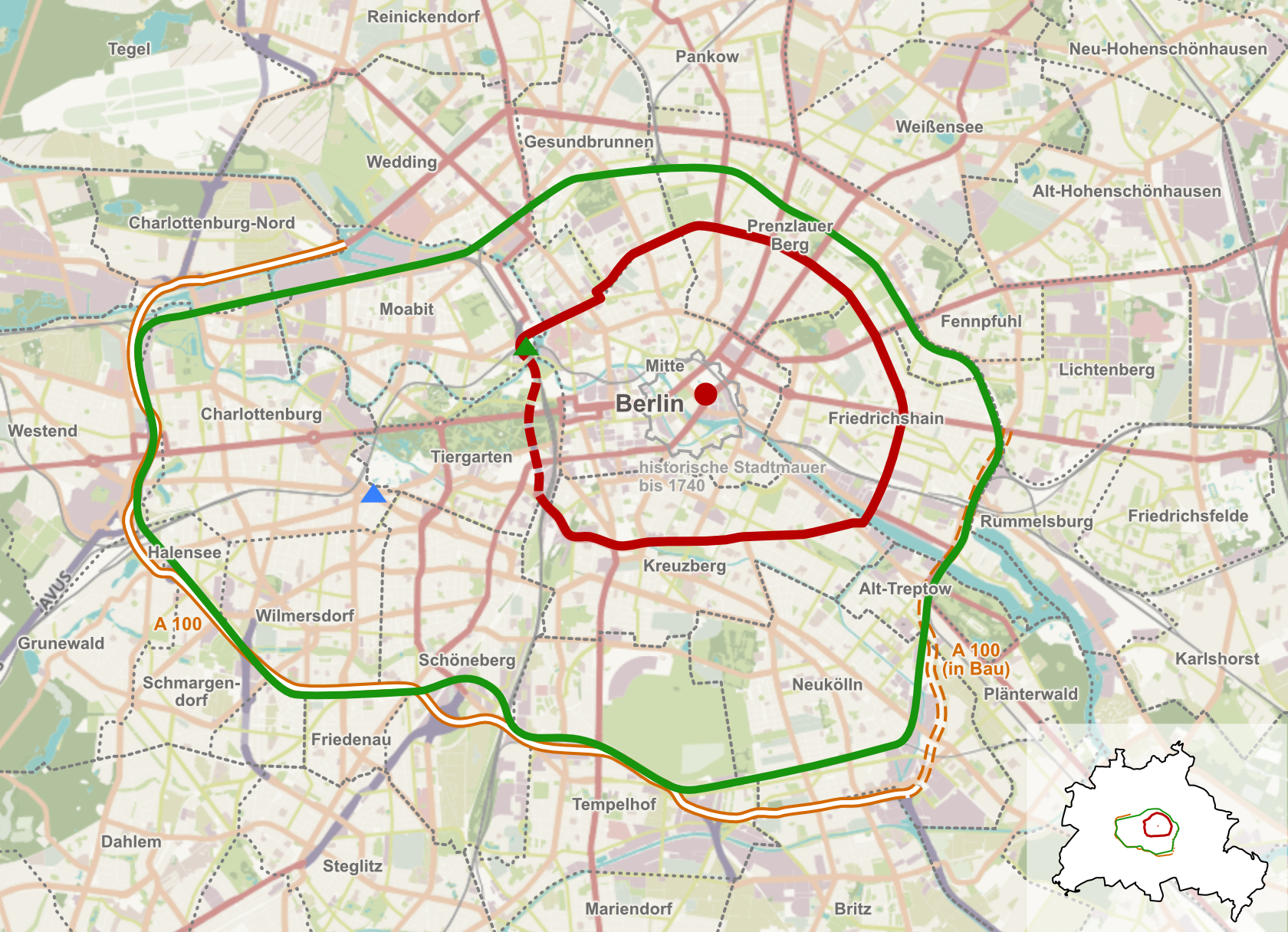
Innenstadtring (rot), Ringbahn und Planwerk Innere Stadt 2010 (grün), Rotes Rathaus (roter Punkt), Hauptbahnhof (grünes Dreieck), Geschäftszentrum Breitscheidplatz (blaues Dreieck)

Der Begriff Berliner Innenstadt ist eine geografisch unspezifische Bezeichnung für das Berliner Stadtzentrum. Er dient als Gegensatzwort, nachdem die Bezeichnung ‚Berlin‘ ab der Eingemeindung 1920 auf die Grenzen von Groß-Berlin bezogen wird.
Die polyzentrische Struktur Berlins erlaubt keine Festlegung eines einzelnen Stadtzentrums wie in vielen anderen Großstädten. Schon vor der Teilung Berlins hatte sich im Neuen Westen ein bedeutendes Geschäfts- und Vergnügungsviertel als Pendant zum alten Zentrum in Mitte im östlichen Bereich herausgebildet. Nach dem Mauerfall werden beide gefestigten Strukturen auf Verkehrsschildern als Zentrum ausgewiesen. Um die Stadtkerne haben sich verdichtete Siedlungsräume herausgebildet, die verschiedene Ringstrukturen hervorgebracht haben, und nach wechselnder Definition als Innenstadt oder Innere Stadt bezeichnet werden.

## Stadtzentren
Im übergeordneten Straßennetz von Berlin gibt es zwei Oberzentren, auf die großräumig alle Wege ausgerichtet sind
- die Historische Mitte, auch östliche Innenstadt und
- die City-West, auch westliche Innenstadt

Diese liegen etwa sechs Kilometer entfernt in den Ortsteilen Mitte (mit Alt-Berlin) bzw. Charlottenburg, Schöneberg, Wilmersdorf und Tiergarten (in West-Berlin). Auch Straßenschilder weisen beide Bereiche als Zentrum aus, wobei die Richtungsangaben im östlichen Teil auf den Bereich Alexanderplatz / Rotes Rathaus und im westlichen Teil auf den Bereich Zoo / Breitscheidplatz hinweisen.
Bei den zentralen Bereichen Berlins orientiert man sich heute vielfach an den Ringstrukturen um die Gebiete und Vororte von Alt-Berlin und Charlottenburg. Schon der Hobrecht-Plan von 1862 umschließt diese und wies einen Bebauungsplan für eine projektierte Größe von 1,5 bis 2 Millionen Einwohnern aus. Dies entspricht in etwa auch der heutigen Bevölkerung innerhalb der Berliner Ringbahn beziehungsweise des projektierten Berliner Stadtrings. Da die Innenstadt innerhalb des Rings selbst kein Zentrum meint, bezeichnet man diese schriftlich auch als Innere Stadt.
Die weitere Entwicklung Berlins erfolgte entlang der Radialen an Eisenbahnstrecken und Fernverkehrsstraßen, die auf die Berliner Innenstadt ausgerichtet sind. Innerhalb der zentralen Bereiche Berlins gibt es dagegen zahlreiche Querverbindungen der enthaltenen Ortsteile über die S-Bahn, U-Bahn, Tram sowie die Straßenwege.

## Wilhelminischer Ring
Der Hobrecht-Plan hatte 1862 eine Straßenstruktur ausgewiesen, entlang der neue Gebäude in geschlossener Struktur gebaut werden sollten. Zu dieser Zeit wohnten im Bereich des Bebauungsplanes etwa eine halbe Million Menschen. Die Bevölkerungszahl verdreifachte sich in den folgenden 30 Jahren, wobei die Mehrzahl in den Mietskasernen des Wilhelminischen Rings wohnten, die um die ehemaligen Bereiche von Alt-Berlin und Charlottenburg errichtet wurden.
Im östlichen Teil wurde dabei schon mit dem Hobrecht-Plan eine neue Ringstraße angelegt, die später über den Tiergarten zum Berliner Innenstadtring geschlossen wurde. Auch die Ringbahn durchschneidet die Bebauungsgebiete teilweise. Der Abstand zwischen Frankfurter Tor und Brandenburger Tor im Innenstadtring beträgt etwa fünf Kilometer.

## Ringbahn

Berliner Ringbahn

Die 1851 errichtete Verbindungsbahn der Kopfbahnhöfe von Alt-Berlin genügte schon bald nicht mehr den Anforderungen, sodass man begann, eine Ringbahn außerhalb der damaligen Stadtgrenzen zu planen. Die Beschlussfassung zum Bau erfolgte dann 1866, und der östliche Ring wurde 1871 eröffnet. Zu dieser Zeit war die Bebauung des Wilhelminischen Rings noch nicht an die Strecke herangewachsen. Bis 1877 wurde die Bahnstrecke auch auf dem westlichen Ring geschlossen und lag dort ebenso außerhalb der Stadtgrenzen der damaligen Stadt Charlottenburg.
Die Berliner Ringbahn stellt durch ihre Lage auf Dämmen und in Einschnitten eine Barriere zwischen den inneren zentralen Bereichen und den außerhalb liegenden Ortsteilen dar. Der Abstand zwischen Ostkreuz und Westkreuz der Ringbahn beträgt etwa 14 Kilometer.

## Autobahnring
Während im östlichen Teil die Ringstrukturen schon im 19. Jahrhundert fertig angelegt wurden, erfolgte der Aufschwung im westlichen Teil etwas später. Der Generalszug wurde um 1880 befestigt, um 1885 wurde der Kurfürstendamm befestigt, um 1890 wurde der Gutenbergplatz (von 1892 bis 1947 Auguste-Viktoria-Platz, heute Breitscheidplatz) eingerichtet und entwickelte sich dann ab 1895 zu einem Stadtzentrum, das man ‚Neuer Westen‘ nannte (im Abgrenzung zum ‚Alten Westen‘ am Potsdamer Platz). In den Goldenen Zwanzigern lag am Zoo schon ein ausgedehntes Vergnügungsviertel.
Die Neuordnung der Stadtteile im Zuge der Stadterneuerung Berlin nach 1945 änderte dann noch einige Verkehrswege. Wesentlich hier ist das Planziel der autogerechten Stadt mit einem Autobahnring um die Innenstadt. Im Zuge der Teilung Berlins wurde dies bis 1990 jedoch nur im damaligen West-Berlin vorangetrieben. Der Bereich am Bahnhof Zoo entwickelte sich in dieser Zeit als Geschäftszentrum des Westens. Während der Autobahnring im südwestlichen Teil parallel zur Ringbahn liegt, wurde er schon im nordwestlichen Teil etwas nach außerhalb gerückt. Die Verlängerung der Ringstraße im nordöstlichen Teil wurde entlang der Grenzen Berlins von 1920 geplant, wiederum außerhalb der Ringbahn. Die Beschlussfassung für einen komplett geschlossenen Autobahnring erfolgte im Juli 1955.

## Westliche Innenstadt
Mit der Teilung Berlins 1958 (Berlin-Krise) und 1961 (Mauerbau) änderte sich die städtebaulichen Entwicklung im eingeschlossenen West-Berlin. In der Zeit seit dem 19. Jahrhundert wurde die Bebauung entlang der Eisenbahnstrecken vorangetrieben. Nun konnten neue Wohngebiete nur noch dazwischen ausgehoben werden. Dies betrifft nicht nur einzelne Blöcke, sondern auch Großsiedlungen wie südlich die Gropiusstadt (errichtet 1962–1975), nördlich das Märkische Viertel (errichtet 1963–1974) und westlich das Falkenhagener Feld (ab 1962). Die U-Bahn-Strecken, die bis dahin nur wenig über die Grenzen der Ringbahn hinaus entwickelt waren, wurden nun bis an die damalige Stadtgrenze weitergeführt. Die heutige Linie U7 in Richtung Rudow hat mit ihren großen Stationsabständen schon teils die Funktion einer Schnellbahn, die sonst der Berliner S-Bahn zufällt.
In der Innenstadt wurden die Straßen und Bahnen nicht durchgängig auf das bestehende Geschäftsviertel im Dreieck von Bahnhof Zoo, Wittenbergplatz und Ku’damm-Eck ausgerichtet. Dies hätte für den Autoverkehr nur zu einer starken Staubildung geführt, sodass Umfahrungen eingerichtet wurden, die sich teils als Ringstrukturen im Stadtbild niederschlagen. So wurde etwa die Lietzenburger Straße verbreitert und mit dem Olivaer Platz 1961 abgeschlossen, der schon über 1,5 Kilometer westlich vom Ku’damm-Eck an der Kurfürstenstraße liegt, und einige hundert Meter weiter wurde der Adenauerplatz untertunnelt (1974). Nördlich davon erlaubt die Kaiser-Friedrich-Straße die weitere Umfahrung, die in unmittelbarer Nähe parallel zur Einkaufsstraße Wilmersdorfer Straße führt. Diese wurde 1978 zur Fußgängerzone erklärt und mit einer Verlängerung der Linie U7 auch für den ÖPNV weiträumig erschlossen.
So entwickelte sich die Innenstadt West-Berlins vom Zoo aus weit nach Westen hinaus. Der gesamte Kurfürstendamm bis hin zur Messe Berlin am Funkturm ist mit Geschäften gesäumt, und die angrenzenden Wohnlagen sind von kleineren Betrieben und Gastronomie durchzogen. Mit der Wiedervereinigung Deutschlands ging ein Teil der Stadtzentrumsfunktionen des neuen Berlin wieder auf östlichere Gebiete über, sodass die westliche Innenstadt etwas schrumpfte, jedoch als eigenständiges Zentrum ‚City-West‘ fortbesteht. Die historische Ausrichtung von Straßenwegen und Bahnlinien im ehemaligen West-Berlin lassen diese Innenstadt aus den westlichen Ortsteilen weiterhin am einfachsten erreichen.

## Berlin-Mitte
Mit der Teilung Berlins lag das historische Zentrum zwar in Ost-Berlin, das Geschäftszentrum am Potsdamer Platz war jedoch zerstört und lag im Niemandsland. Auch der traditionelle Regierungssitz am Reichstag fiel West-Berlin zu. So verblieb der Bereich zwischen Bahnhof Friedrichstraße und Bahnhof Alexanderplatz als östliche Innenstadt. In den Bereich hinein wurde später auch der Palast der Republik mit dem Sitz der Volkskammer, dem Parlament der DDR gebaut (1973–1976). Südlich davon wurde auch die Leipziger Straße neugestaltet (ab 1969).
Noch vor der Bebauung der zentralen Brachflächen westlich des Alexanderplatzes hatte man schon in den 1950er Jahren begonnen, die Flächen östlich des Alexanderplatzes umzugestalten. Bekannt sind dazu insbesondere die Prachtbauten der damaligen Stalinallee als Schaufenster des real-existierenden Sozialismus. In den späteren Jahren wichen die Neubauten schlichteren Formen der Plattenbausiedlungen. Insgesamt verschob sich die Innenstadt nach Osten, und der Ostbahnhof wurde zum Hauptbahnhof von Berlin als Hauptstadt der DDR umgestaltet.
Bei der Entwicklung des Stadtzentrums von Ost-Berlin ist zu beachten, dass die Bauten im Wilhelminischen Ring um den Ortsteil Mitte dagegen weiterhin verfielen. Die missachteten gründerzeitlichen Bauten in den angrenzenden Ortsteilen Prenzlauer Berg und Friedrichshain blieben in vielen Bereichen intakt. Im Bereich am Ostbahnhof jedoch sind die gründerzeitlichen Bauten praktisch vollständig entfernt worden.
Historische Mitte

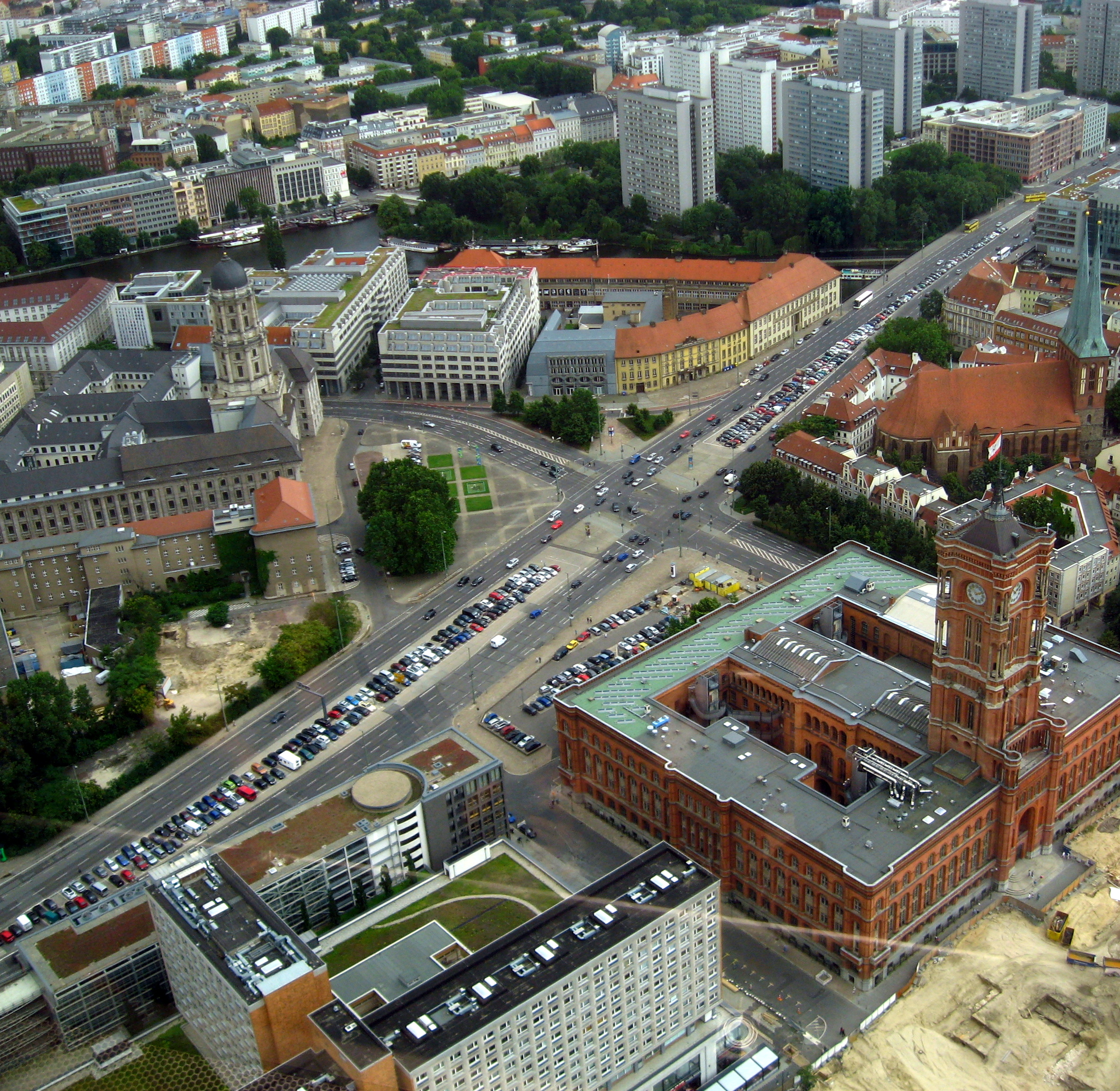
Ein Teil der historischen Berliner Altstadt in Mitte: mittig Molkenmarkt mit Altem Stadthaus, unten rechts Rotes Rathaus, darüber Nikolaiviertel angeschnitten (2011, Sicht vom Fernsehturm)

Mit der deutschen Wiedervereinigung erlebte der Ortsteil Mitte eine deutliche Neuorientierung. Der Potsdamer Platz wurde als Geschäftszentrum wiedererrichtet, die Friedrichstraße mit neuen Bauten umgestaltet, und leitete so eine städtebauliche Entwicklung ein, die wieder nach Westen vordrang. In einer mehrfachen Neubewertung der städtebaulichen Entwicklung fand man, über den Begriff City-Ost hinweg, dann zu der Bezeichnung Historische Mitte von Berlin, die sich vollständig im Ortsteil Mitte befindet. Der wesentliche Zuzug von Einwohnern und Institutionen in die wiederentstehende Deutsche Hauptstadt konzentrierte sich um die zweite Jahrtausendwende herum auf diesen Bereich.
Die historische Mitte wurde 2002 formell definiert als die Stadtviertel der mittelalterlichen Festung Berlin, zusammen mit den 1710 eingemeindeten westlichen Vorstädten Friedrichstadt und Dorotheenstadt, die an den Tiergarten angrenzen. Grob erstreckt sich die historische Mitte daher vom Brandenburger Tor bis zum Alexanderplatz.
Historisch wurde unter der historischen Mitte nur die Altstadt aus Alt-Berlin und Alt-Kölln verstanden.

## Planwerk Innenstadt 1999
Bei der Definition zum Planwerk Innenstadt von 1999 orientierte man sich beim Berliner Senat an den Bereichen der Oberzentren von Berlin. Im östlichen Teil folgen die Grenzen eng der Lage der historischen Akzisemauer des 19. Jahrhunderts. Im westlichen Teil umschließen die Grenzen eng die historisch entwickelten Gebiete des Generalszugs im südwestlichen Bereich, einschließlich Zoo, und anliegend im nordwestlichen Bereich die Lage der Technischen Universität von Charlottenburg. Im nördlichen Bereich ist außerdem ein geplantes Entwicklungsgebiet am Hauptbahnhof eingeschlossen, der 1999 noch in der Erbauung war. Der Tiergarten mit dem geplanten Sitz der Bundesregierung am Reichstag, und das Gebiet des wiedererrichteten Geschäftszentrums am Potsdamer Platz sind in diesem Planwerk eingeschlossen.
Geschichtlich entstanden ist das Planwerk angesichts der Schrumpfungsprozesse der östlichen und westlichen Innenstadt infolge der Wiedervereinigung im Jahr 1990. Dabei werden die Kerne der Geschäftszentren Ost und West über dazwischenliegende Bereiche verbunden. Dieses Scharnier reicht vom Potsdamer Platz über das Regierungsviertel zum neuen Hauptbahnhof. In den 1990er Jahren schrumpfte Berlin auch wirtschaftlich, sodass die Konzentration auf einen kleineren Bereich die Erwartung bot, dass Investitionen hier auch bei einer verkleinerten Grundlage langfristig bestehen bleiben werden. Der Berliner Bankenskandal 2001 schränkte die städtebaulichen Initiativen weiter ein. Der dennoch folgende Aufschwung Berlins hatte diese Planungen jedoch schnell überholt.

## Planwerk Innere Stadt 2010
In Abgrenzung zur Festlegung zum Planwerk Innenstadt 1999 benannte man bei der Senatsverwaltung für Stadtentwicklung und Wohnen das folgende Betrachtungsgebiet als Planwerk Innere Stadt 2010. Die Festlegung übernimmt dabei schlicht die Lage der Berliner Ringbahn, definiert darin jedoch einige besondere Entwicklungsgebiete, und markiert einige Bereiche außerhalb der Ringbahn als Teil des Planwerks: der Messestandort im Westen, das Gebiet der Rummelsburger Bucht im Osten und die Schöneberger Linse am Bahnhof Südkreuz.
Die Motivation zur Abkehr vom Planwerk 1999 liegt in der Entwicklung von Gebieten außerhalb der dort umrissenen Innenstadt. So ist etwa das Geschäftszentrum an der Wilmersdorfer Straße nicht weggebrochen. Die City-West wurde daher wieder in fast vollem Umfang als „Betrachtungsraum“ der Inneren Stadt ausgewiesen. Hinzu kommen die Betrachtungsräume Heidestraße/Europacity und der Bereich um den Humboldthafen, die Tempelhofer Freiheit, das Gebiet am Schöneberger Südkreuz und die obere Stadtspree (östlicher Spreeraum). Letzterer bildete sich als Vergnügungsviertel in der Nähe der Warschauer Straße heraus, unter anderem mit dem RAW-Gelände (seit 1999).
Während das Planwerk 1999 noch einen lückenlosen Bereich der Innenstadt auswies, sind bei der Neufassung 2010 die Betrachtungsräume nicht durch Übergänge verbunden. Sie haben nur die Innere Stadt als Bezugspunkt, in der die einzelnen Betrachtungsgebiete nur mehr verkehrlich verbunden sind, jedoch in ihren Grenzen selbst losgelöst voneinander existieren.

## Innenstadtring
Als die Wiedervereinigung 1990 vollzogen wurde, stellte sich der Ortsteil Prenzlauer Berg als das größte zusammenhängende Sanierungsgebiet dar. Beginnend in der Nähe von Berlin-Mitte wurden hier auch öffentliche Gelder investiert, um auf einen Mindeststandard zu kommen. Der Leerstand und die Investitionen erleichterten die Ansiedlung von Kultureinrichtungen und kleinen Firmen – nach und nach war das Gebiet von Berlin-Mitte bis zur Ringbahn von zahlreichen Geschäften durchzogen.
Infolge einer einsetzenden Gentrifizierung zogen eine Reihe von Einrichtungen in benachbarte Stadtteile und folgten insbesondere der vorhandenen Infrastruktur der Verkehrsringe, die schon im Hobrecht-Plan angelegt wurden. In den 2000er und 2010er Jahren erlebten vor allem die Gebiete südlich nach Friedrichshain und Kreuzberg eine Aufwertung, die sich dann auch im Betrachtungsgebiet des Planwerks 2010 niederschlägt. Zahlreicher Zuzug von Arbeitskräften und die Ansiedlung von Firmen erfolgte in diesem Bereich, sodass er als Teil der östlichen Innenstadt gesehen werden kann. Diese nimmt damit wieder die Größe von Berlin des Jahres 1920 an und geht mit Aufwertung nach Neukölln noch darüber hinaus.
Für die schon im Hobrecht-Plan vorgesehene verkehrliche Ringstruktur bot sich mit der Fertigstellung des Tunnel Tiergarten Spreebogen 2006 dabei die Chance, sie zu einem vollständigen Innenstadtring von Berlin zu schließen. Die Engstelle im nördlichen Teil entlang der Invalidenstraße wurde dabei von 2011 bis 2015 verbreitert.

## Ortsteile
Schon vor 1920 gehörten folgende Ortsteile zur Stadt Berlin:
- Mitte
- Tiergarten
- Wedding
- Prenzlauer Berg (damals: Prenzlauer Tor)
- Friedrichshain
- Kreuzberg (damals: Hallesches Tor)
- Moabit

Die damals schon errichtete Ringbahn umschloss noch ganz oder großteils folgende Ortsteile:
- Neukölln
- Tempelhof
- Schöneberg
- Wilmersdorf
- Charlottenburg

Die Ortsteile wurden nachfolgend noch umstrukturiert, sodass heute neben den genannten Ortsteilen noch folgende innerhalb der Ringbahn liegen:
- Halensee (ehemals: Wilmersdorf)
- Hansaviertel (ehemals: Tiergarten)
- Gesundbrunnen (ehemals: Wedding)

## Bevölkerungsentwicklung
Die Ringbahn wird als markante Trennlinie für statistische Auswertungen herangezogen, sodass die Bezirke mit Ringbahn die Bevölkerung getrennt aufschlüsseln, ob diese außerhalb oder innerhalb des Rings ansässig sind. Das Amt für Statistik Berlin-Brandenburg schreibt dann die Daten fort, dort bezeichnet mit Innerer Ring und Äußerer Ring:
| Bezirk | Bezirk                     | Bevölkerung | Bevölkerung  | Bevölkerung  |
| Nr.    | Name                       | Gesamt      | Innerer Ring | Äußerer Ring |
| ------ | -------------------------- | ----------- | ------------ | ------------ |
| 01     | Mitte                      | 383.457     | 236.708      | 146.749      |
| 02     | Friedrichshain-Kreuzberg   | 289.120     | 284.395      | 4.725        |
| 03     | Pankow                     | 407.039     | 107.541      | 299.498      |
| 04     | Charlottenburg-Wilmersdorf | 341.327     | 225.350      | 115.977      |
| 05     | Spandau                    | 243.080     | –            | 243.080      |
| 06     | Steglitz-Zehlendorf        | 308.077     | –            | 308.077      |
| 07     | Tempelhof-Schöneberg       | 351.429     | 120.603      | 230.826      |
| 08     | Neukölln                   | 330.786     | 131.252      | 199.534      |
| 09     | Treptow-Köpenick           | 269.775     | 12.471       | 257.304      |
| 10     | Marzahn-Hellersdorf        | 268.739     | –            | 268.739      |
| 11     | Lichtenberg                | 290.493     | –            | 290.493      |
| 12     | Reinickendorf              | 264.826     | –            | 264.826      |
| Gesamt | Gesamt                     | 3.748.148   | 1.118.320    | 2.629.828    |

| Jahr | Innere Stadt | Änderung |
| ---- | ------------ | -------- |
| 2000 | 959.422      | -        |
| 2005 | 981.148      | +21.726  |
| 2010 | 1.001.555    | +20.407  |
| 2015 | 1.076.530    | +74.975  |
| 2018 | 1.118.320    | +41.790  |

## Vergleich mit anderen Metropolen
Die gebauten Autobahnteile und die Ringbahn von Berlin sind nur wenig größer als der Boulevard Périphérique, der die Stadtgrenze von Paris bildet – in Ost-West-Richtung beträgt der Abstand von Porte de St Cloud bis Porte de Montreuil dort etwa 13 Kilometer. Den 14 Kilometern in Berlin in der Ost-West-Richtung steht in Berlin aber auch eine etwas geringere Nord-Süd-Ausdehnung entgegen – der Abstand von Südkreuz bis Nordkreuz (heute: Gesundbrunnen) in Berlin beträgt etwa zehn Kilometer und ist damit etwa gleich zur Nord-Süd-Ausdehnung von Paris zwischen Porte d’Italie und Porte de Clignancourt.
Der Mittlere Ring von München ist dagegen nur etwas größer als der Innenstadtring Berlins – der Abstand von Donnersbergbrücke bis Leuchtenbergring in München beträgt knapp sieben Kilometer und ist damit genauso weit wie der Abstand vom Brandenburger Tor bis Ostkreuz in Berlin. Die dichte Bebauung in München reicht allerdings weiter – so beträgt die Länge der S-Bahn Stammstrecke von München (in Ost-West-Richtung) zwischen den Endpunkten Pasing über Ostbahnhof weiter nach Berg am Laim schon 14 Kilometer. Dies sind in München die Endpunkte, nach denen die Linien verzweigen, ganz ähnlich wie die Linien ab Ostkreuz und Westkreuz in Berlin verzweigen, die über die querende Stadtbahn-Strecke führen.
Die dichte Bebauung in Berlin reicht über die Begrenzung der Ringbahn wiederum hinaus. Bei den Geschäftsgebieten der Carsharing-Anbieter sind beispielsweise in unterschiedlichem Ausmaß einige Gebiete hereingenommen, die sich entlang der Bahnstrecken Berlins von der Innenstadt ausgebreitet haben. Neben Westend gehören dazu insbesondere Grunewald, Friedenau und Teile von Steglitz im Südwesten, auch Teile von Lichtenberg im Osten, Teile von Pankow im Nordosten und Teile von Reinickendorf im Norden.